# The Dead Days
The Dead Days è il quarto album in studio dei Get Scared, pubblicato il 19 aprile 2019.

## Tracce
1. Bad Things – 3:25
2. Deceiver – 3:17
3. Enough Is Enough – 3:31
4. Hell Is Where The Hart Is – 3:33
5. Give Up My Worst – 3:20
6. Calling All Crows – 3:49
7. The Dead Days – 3:35
8. Like It Or Not – 3:14
9. Silence – 2:59
10. Time Keeps Running – 3:15
11. Goodbye Soul – 3:12

## Formazione
- Nicholas Matthews - voce
- Johnny Braddock - chitarra solista, voce
- Bradley "Lloyd" Iverson - chitarra ritmica, basso, voce
- Dan Juarez - batteria, percussioni
- Adam Virostko - chitarra ritmica